# Psoralea pinnata
Psoralea pinnata är en ärtväxtart som beskrevs av Carl von Linné. Psoralea pinnata ingår i släktet Psoralea och familjen ärtväxter. Inga underarter finns listade i Catalogue of Life.

## Bildgalleri

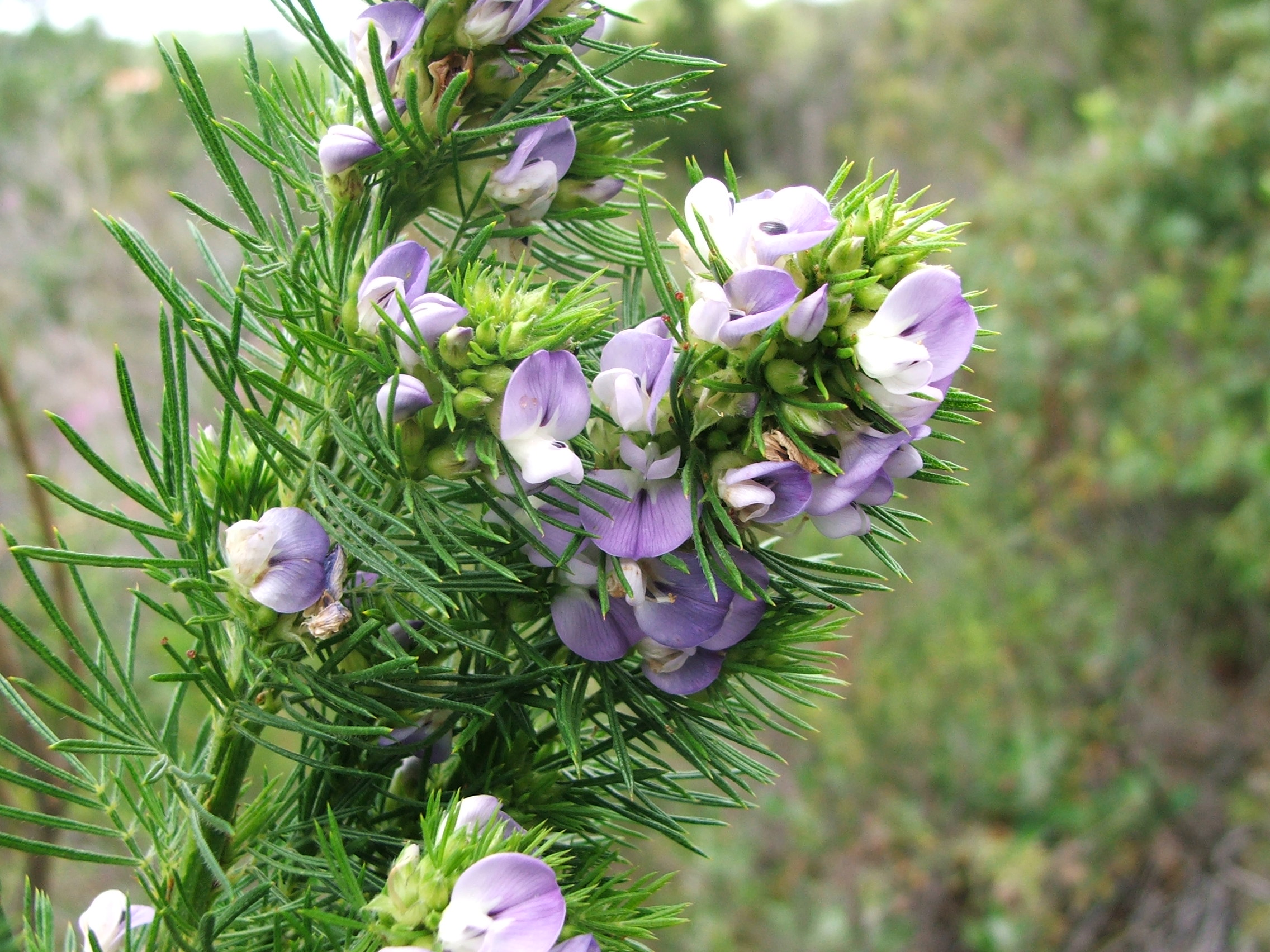
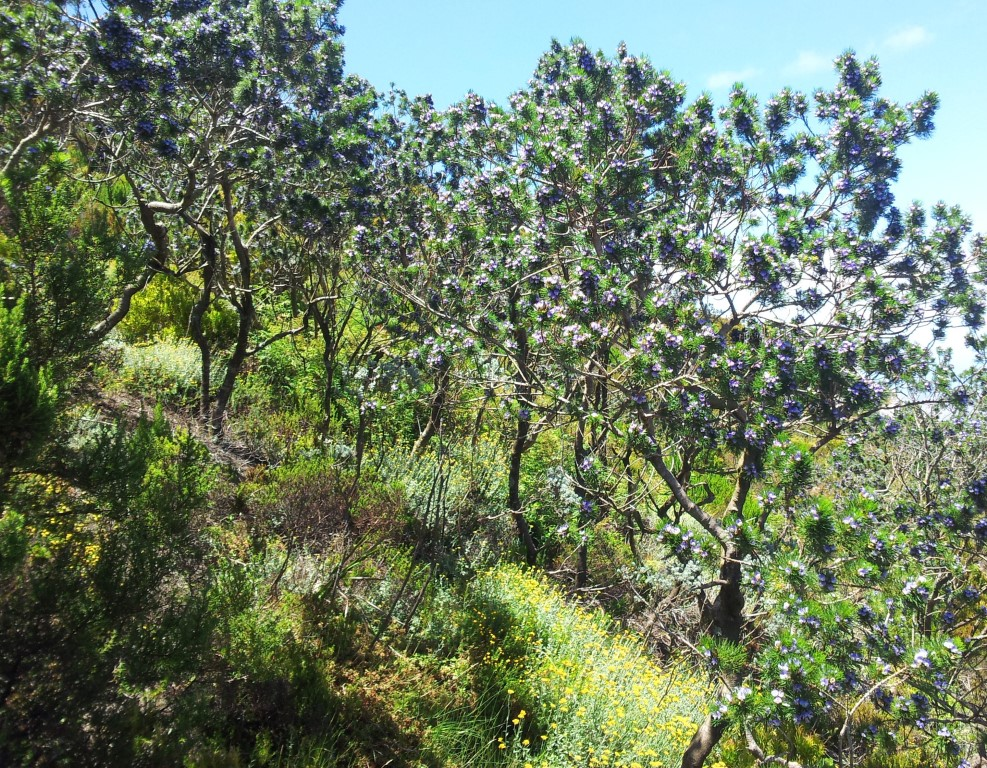
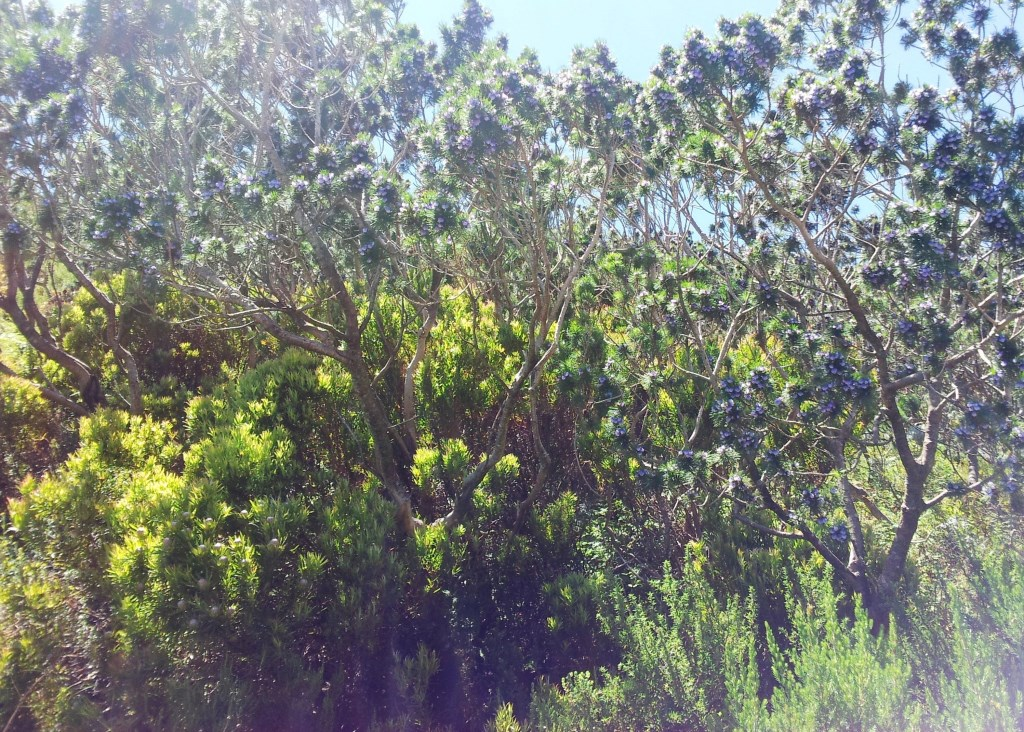
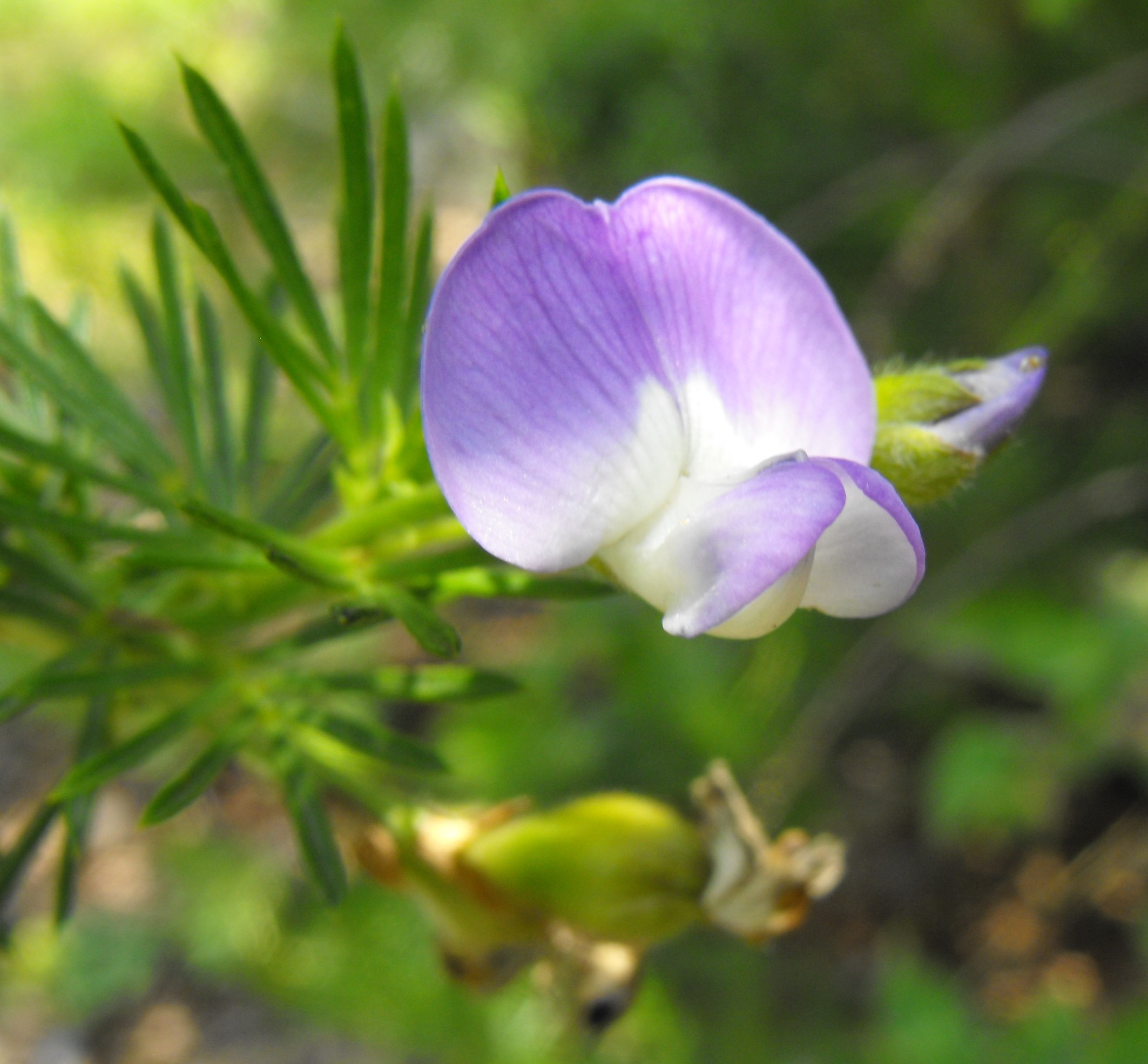